# بورتون ريتشي
بورتون ريتشي (بالإنجليزية: Burton Ritchie)‏ هو منتج أفلام وشخصية أعمال أمريكي، ولد في 1970.